# Purpendicular
Purpendicular е 15-ият студиен албум на британската рок група Deep Purple. Албумът е издаден през 1996 г. и е първият с китариста Стийв Морз. За разлика от предишните албуми на групата, този е по-експериментален и ясно се усеща разликата между ерата на Блекмор и ерата на Морз. The Aviator има по-различен аранжимент от предишните парчета на групата. Няколко парчета (Vavoom: Ted the Mechanic, например) имат кратки клавишни части, а центъра е формиран около китарното изпълнение. Морз, като един техничен музикант, прави китарните сола по-сложни, а с това се усложнява и надсвирването между китарата и клавишните.

## Състав
- Иън Гилан – вокал
- Стийв Морз – китара
- Роджър Глоувър – бас
- Джон Лорд – орган, клавишни
- Иън Пейс – барабани